# ديفيد بيلي (لاعب كريكت)
ديفيد بيلي (6 مايو 1943 - ) (بالإنجليزية: David Bailey)‏ هو لاعب كريكت بريطاني.